# Атанасија Егинска
Преподобна Атанасија је хришћанска светитељка. Рођена је на острву Егини, од богатих родитеља. Раздала је имање своје беднима и удаљила се у манастир, где је налагала на себе све тежи и тежи подвиг. Узимала је храну само једном на дан, и то хлеб и воду. За време Часног Поста једном у два дана; а само на Божић и на Ускрс јела је уље и рибу. И ако је била игуманија у манастиру, била је слушкиња свима осталим сестрама, и стидела се да њу неко послужи. Хришћани верују да се удостојила великог дара чудотворства, и за живота и после смрти. Преминула је 860. године.
Српска православна црква слави је 12. априла по црквеном, а 25. априла по грегоријанском календару.